# 헬

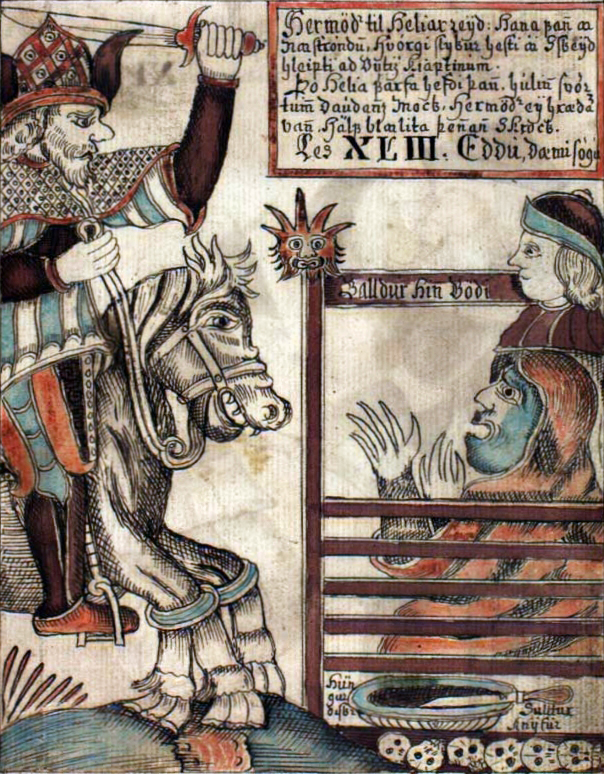
발드르(오른쪽 위)를 데려오기 위해 슬레이프니르(왼쪽 아래)를 타고 헬(오른쪽 아래)을 방문한 헤르모드(왼쪽 위). 오른쪽 구석에 헬의 접시 "굶주림"과 헬의 나이프 "기근"이 해골바가지들 위에 놓인 디테일도 돋보인다.

헬(고대 노르드어: Hel)은 노르드 신화에서 자신과 이름이 같은 장소인 헬헤임을 다스리는 존재이며, 그곳에서 망자들을 거느리고 있다. 헬은 13세기 이전의 서사시 모음집인 《고 에다》 및 13세기에 아이슬란드의 스노리 스투를루손이 쓴 《신 에다》에 등장한다. 또한 《헤임스크링글라》에 기록된 시들과 9 ~ 10세기에 쓰여진 《에길의 사가》에도 언급된다. 12세기에 덴마크의 삭소 그라마티쿠스가 쓴 《데인인의 사적》에 나오는 한 에피소드가 대개 헬에 관한 이야기로 해석되고 있다. 그 외에도 게르만 족의 대이동 시대의 브락테아테 주화들에도 헬로 생각되는 모습이 그려져 있다.
《고 에다》, 《신 에다》, 《헤임스크링글라》에 따르면 헬은 로키의 딸이며, “헬에게 가다”(go to Hel)란 곧 ‘죽는다’는 뜻이다. 《신 에다》 중 〈귈피의 속임수〉에 보면 오딘이 헬을 니플헤임 안에 있는 헬헤임의 지배자로 정해 주었다고 한다. 같은 출전에서 헬의 외모는 몸의 한쪽 절반은 푸른색이고 다른 절반은 살색이며, 음울하고 의기소침하게 생겼다고 묘사한다. 《신 에다》에서 헬은 지하세계의 자기 영토에서 거대한 궁전들과 많은 부하들을 거느리고 살고 있는데, 발드르가 죽었을 때 신들이 그를 살리려고 하는 이야기에서 다시 한번 등장한다.
고대 영어로 쓰인 《니고데모 복음》과 고대 노르드어로 쓰인 《바돌로매의 사가》에 헬과 유사한 존재가 등장하는데, 이 존재들과 헬이 관계가 있는지 여부, 또한 같은 인도유럽어족 종교의 신인 인도의 바바니, 칼리, 마하칼리와 헬이 서로 대응되는 존재일 가능성, 헬의 기원 등의 주제에 관한 학설들이 제기되고 있다.

## 출전

### 고 에다
헬은 《고 에다》의 다양한 부분에서 언급된다. 〈무녀의 예언〉에 보면 헬이 다스리는 곳이 “헬의 전당”이라고 한다. 〈그림니르가 말하기를〉 제31절에 보면 헬은 세계수 위그드라실의 세 뿌리 중 한 뿌리의 아래에 살고 있다고 한다. 〈파프니르가 말하기를〉에 보면 영웅 시구르드가 치명상을 입고 죽어가는 드래곤 파프니르 앞에 서서 파프니르에게 명복을 빈다며 “헬이 데려갈”것이라고 말한다. 〈그린란드의 아틀리 노래〉에는 “헬이 우리 중 절반을 가졌다”와 “헬로 보내지다”라는 구절이 나온다. 여기서 헬이란 여신이 아닌 장소(헬헤임)을 가리키는 것일 수도 있고, 둘 다를 가리키는 것일 수도 있다. 〈발드르의 꿈〉 제4절에서 오딘이 “높이 선 헬의 궁전”으로 말을 타고 간다.

### 신 에다

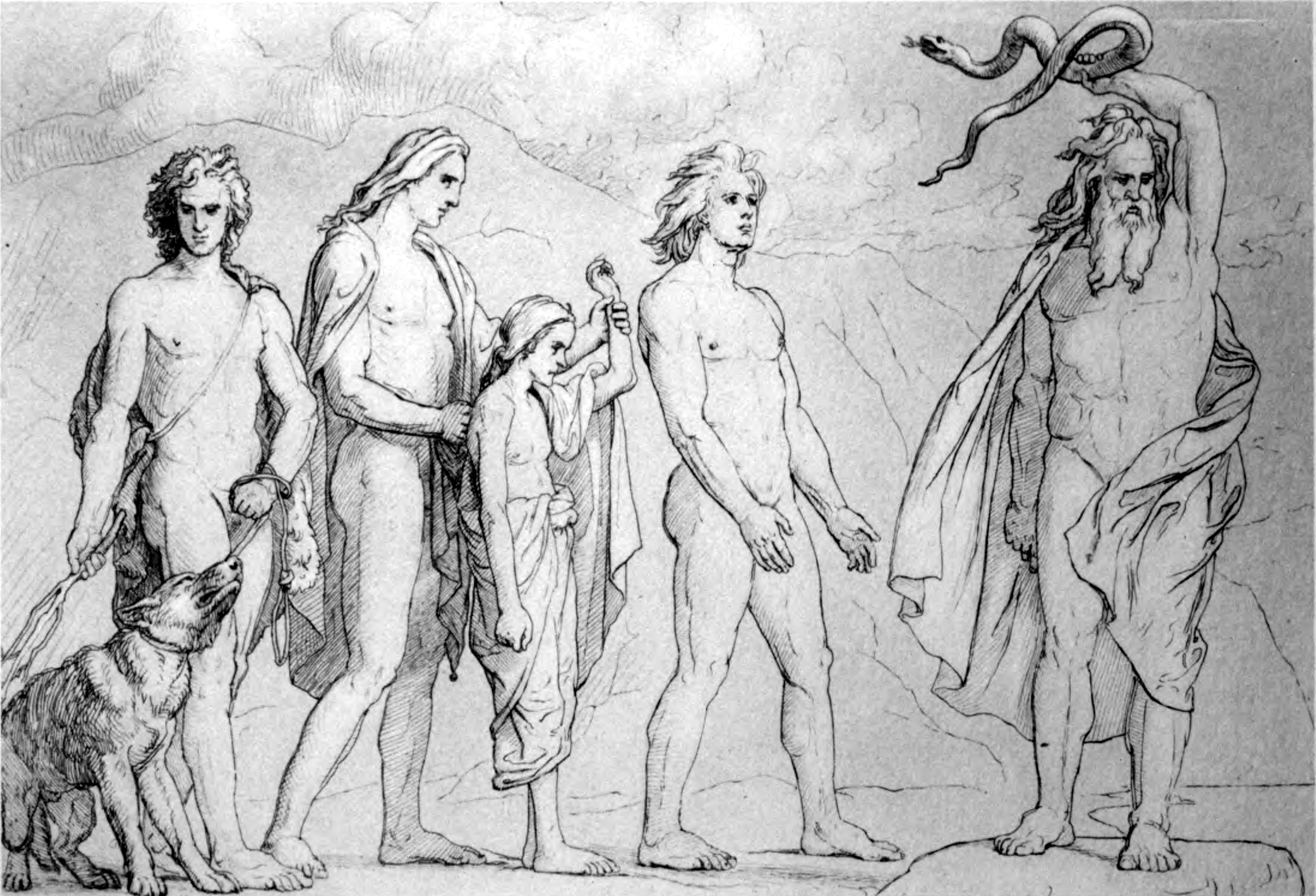
중앙의 어린 여자아이가 헬. 형제인 펜리르는 개목걸이를 하고 끌려나오고 요르문간드는 막 오딘이 바다 속에 던져버리려고 하는 순간. 로렌츠 프뢸리히의 1906년 그림.

헬은 《신 에다》에도 여러 번 등장한다. 〈귈피의 속임수〉 제34장에 보면 높으신 분이 로키와 앙그르보다 사이에 태어난 3남매를 소개하는데, 늑대 펜리르와 뱀 요르문간드, 그리고 헬이다. 높으신 분은 이 3남매가 요툰헤임에서 올라오자 “이 새끼들이 거대한 해악과 재앙을 불러일으킬 것이라는 예언을 기억”하고 골치를 썩이기 시작했다. 이렇게 신들이 걱정한 것은 남매의 어머니가 거인족이었다는 이유도 있었지만, 그들의 아버지의 천성 탓이 더 컸다.
높으신 분은 오딘이 신들에게 아이들을 자기에게 모두 데려오라고 했다고 말한다. 아이들이 도착하자 오딘은 우선 요르문간드를 “모든 땅을 둘러싼 깊은 바다” 속으로 집어던져 버렸고, 헬은 니플헤임으로 집어던져서 “병이나 노환으로 죽은 사람들”이 그녀에게 보내지는 것을 맡아 관리하게 했다. 높으신 분은 헬은 자신의 영지에 “거대한 저택들”을 가지고 있다고 말한다. 이 저택들은 무지막지하게 높은 벽과 거대한 문으로 둘러싸여 있다. 헬이 사는 궁전은 엘류드니르라 하는데, 궁전 안에는 “허기”라는 접시에 “기아”라는 나이프로 밥을 먹고, 강글라티(고대 노르드어: Ganglati→걸음이 느린 자)라는 남자 하인과 강글로트(고대 노르드어: Ganglǫt→같은 뜻의 여성형)라는 여자 하인이 있다. 대문의 문지방은 “발에 걸리는 돌부리”이고, 침대는 “병석(病席)”이며, “어슴푸레 빛나는 슬픔”으로 커튼을 삼았다. 높으신 분은 헬의 몸이 “절반은 검은색이고 절반은 살색”이기 때문에 쉽게 알아볼 수 있다고 말한다. 또한 헬은 “꽤나 음울하고 험악하게 생겼다.”

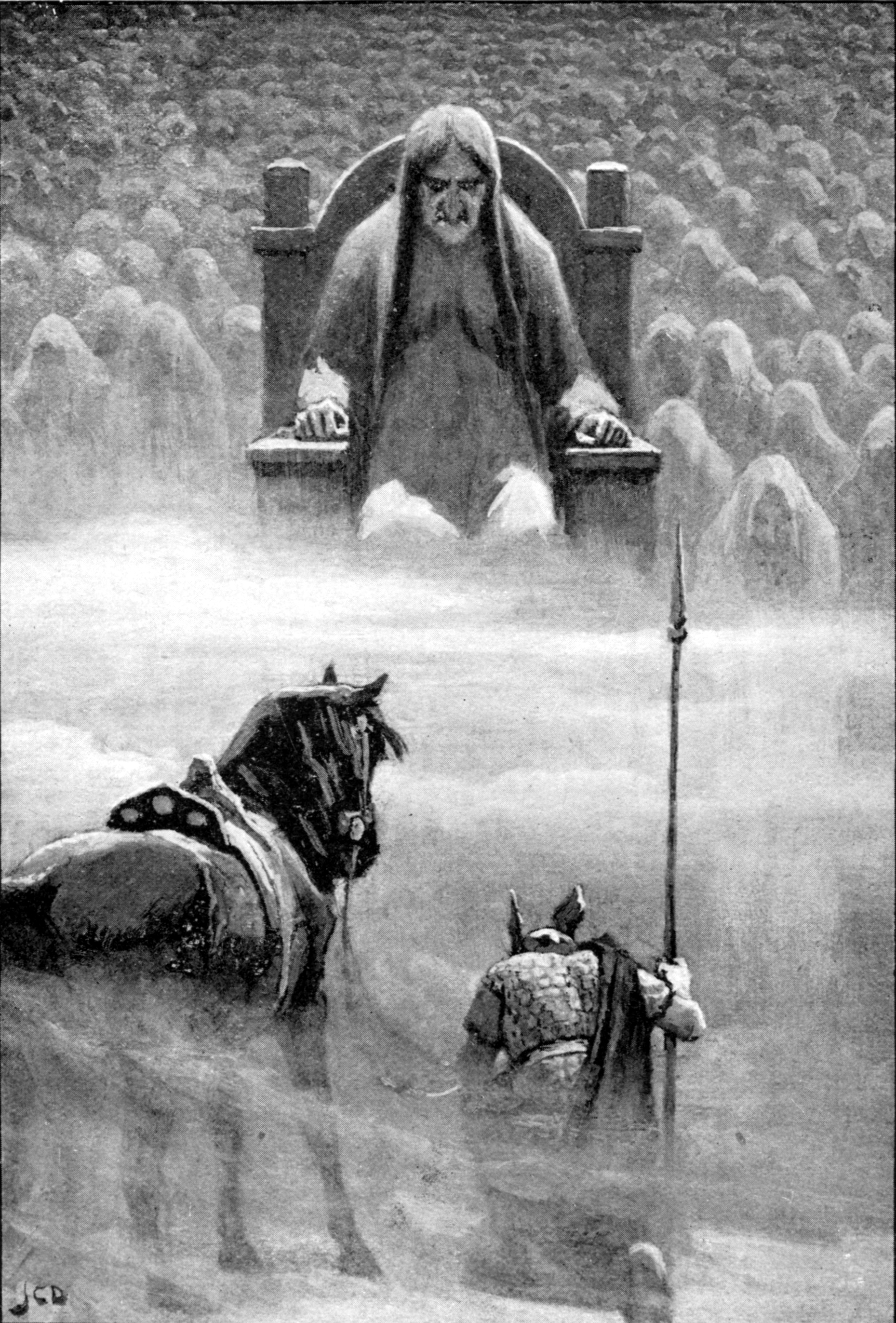
헬을 알현하는 헤르모드. 존 찰스 돌만의 1909년 그림.

제49장에서 높으신 분은 발드르의 죽음 이야기를 한다. 프리그가 에시르 모두에게 헬(장소)에 가서 발드르를 찾아오고 “자신의 모든 사랑과 호의”를 받겠냐고 묻는다. 헤르모드가 지원자로 나서고 다리 여덟 달린 말 슬레이프니르를 타고 헬로 간다. 헤르모드는 헬의 궁전에 도착해 자기 형제 발드르를 발견한다. 일단 하룻밤을 묵고 다음날 아침 헤르모드는 헬에게 발드르가 죽고 나서 에시르가 얼마나 큰 슬픔을 느끼고 있는지 말하면서 발드르를 자신과 함께 보내달라고 빈다. 헬은 헤르모드가 주장한 대로 사람들이 발드르를 그렇게 사랑하는지 시험해 봐야겠다고 말한다.

“세상의 만물이, 생물이건 무생물이건, 모두 그를 위해 울어 준다면, 그는 에시르에게 돌아갈 수 있을 것이다. 누구 하나라도 그에게 악담을 하거나 울기를 거부한다면 헬에 남아야 한다.”

그러나 여성 거인 소크가 발드르를 위해 울기를 거부했기 때문에 헬은 발드르를 계속 소유할 수 있었다는 말과 함께 해당 장이 끝난다. 제51장에서 높으신 분은 라그나로크를 묘사하는데, 이때 로키가 “헬의 모든 사람들”을 이끌고 비그리드 들판에 도착한다고 말한다.
〈시어법〉 제5장에서 발드르를 “헬의 동반자”라고도 부른다고 한다. 제16장에서는 “헬의 […] 친척 또는 아버지”라는 말이 로키를 달리 부르는 케닝이라고 설명된다. 제50장에서는 〈라그나르의 송가〉를 인용하는데, 이때 “괴물 늑대의 여동생의 군대에 합류하다”라는 문장에서 헬이 언급된다.

### 헤임스크링글라

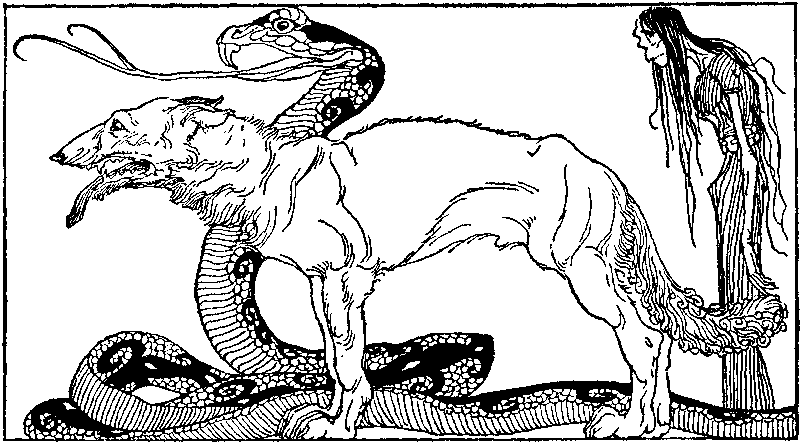
〈로키의 자식들〉. 윌리 포가니의 1920년 그림.

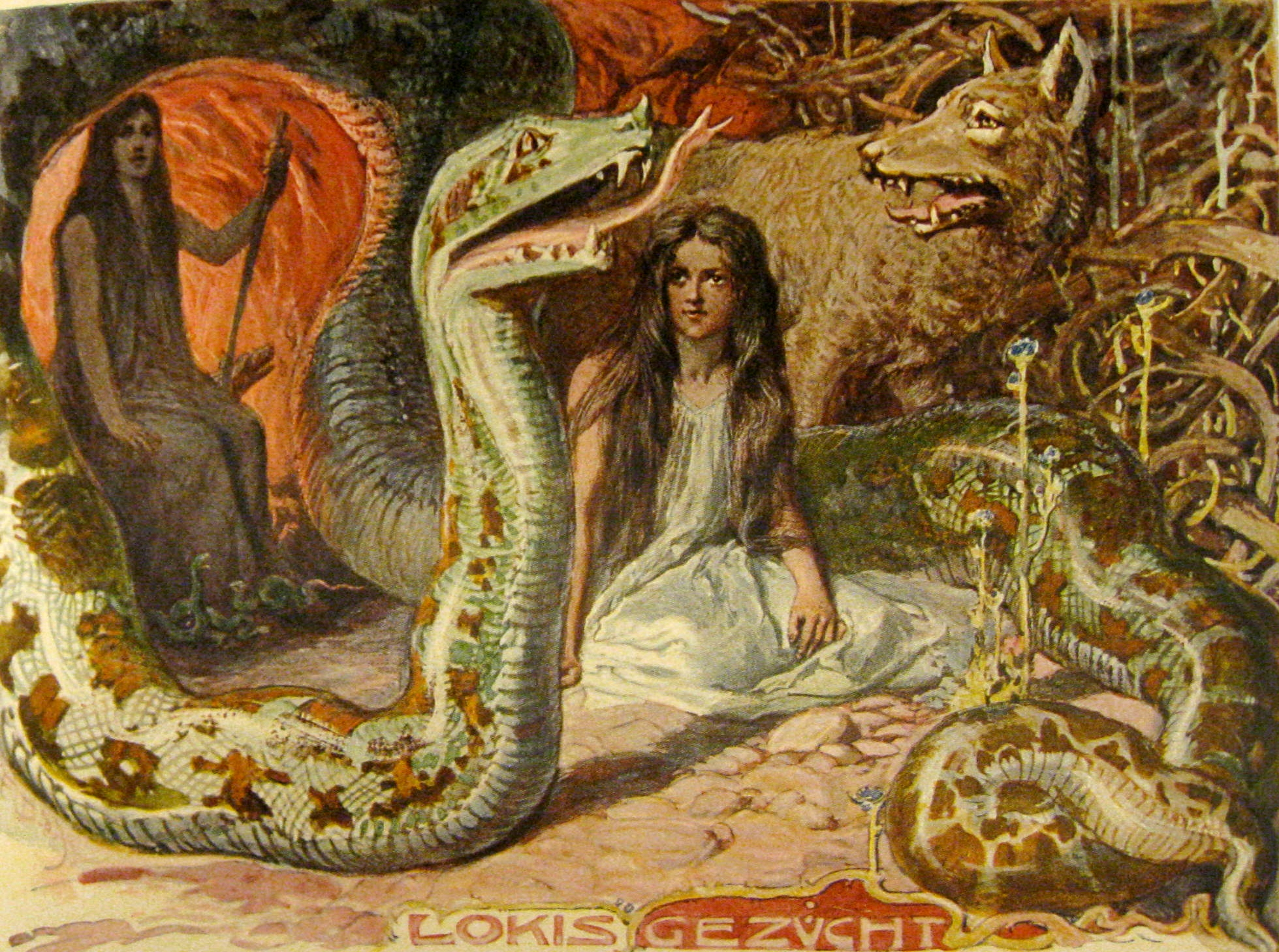
〈로키의 씨〉 에밀 되플러의 1905년 그림.

13세기에 스노리 스투를루손이 쓴 《헤임스크링글라》에 실려있는 《윙글링 일족의 사가》에도 헬이 언급된다. 제17장에서 뒤그비 왕이 병들어 죽는다. 《윙글링 일족의 사가》 내용의 근간이 된 9세기 시 〈윙글링가탈〉이 인용되는데, 여기서 헬이 뒤그비를 끌고간다고 한다.

의심할 바도 없이
뒤그비의 시체를
헬이 붙잡고
오입질을 하는데
울프의 형제요
왕들의 자손이
그러한 권리로서
죽음의 애무를 받으니
스웨덴을 뒤덮는
로키의 자매
윙그비의 후계자를
사랑하게 될지어다.

제45장에서 〈윙글링가탈〉이 다시 인용되는데 여기서 헬은 "구멍(우묵하게 들어간 봉분)의 감시자"라고 칭해지며, 할프단 흐비트베인 왕을 저승으로 끌고간다. 제46장에서 에위스테인 할프단손 왕이 돛 활대에 얻어맞고 배 밖으로 추락해 죽는다. 〈윙글링가탈〉의 구절이 그 뒤에 삽입되어 에위스테인이 "뷸레이스트의 형제의 딸"(뷸레이스트는 로키의 형제인즉 이 딸은 곧 헬이다)에게로 "가버렸다"고 한다. 제47장에서 죽은 에위스테인의 아들 할프단 힌 밀르디가 병으로 죽는다. 여기서 그의 운명을 노래하는 시가 삽입되는데, 그 중 헬이 언급되는 부분만 떼어 보면 다음과 같다.

부름을 받은 생명은
로키의 자식
셋째 가는 공경귀족
그녀의 법정에 불려가니
홀타르 농장의
할프단이
삶을 떠났을 때
그에게도 할당된 일이다.

《헤임스크링글라》에 실린 《시구르드의 아들 하랄드의 사가》 제72장에 〈윙글링가탈〉의 구절이 실려 있는데, 여기서도 "헬에게 주어지다"라는 말이 곧 죽음을 가리키는 말로 사용되고 있다.

### 에길의 사가
《에길의 사가》에는 〈아들들의 죽음〉이라는 시가 실려 있다. 사가에 따르면 이 시는 10세기의 스칼드 시인 에길 스칼라그림손이 쓴 것이며, 아들 군나르를 잃고 나서 쓴 시라고 한다. 시의 마지막 절에 헬이 언급되는데, 그 이름이 직접 거론되지는 않는다.

이제 내 갈 길은 거칠어라
오딘의 적의
가까운 자매인 죽음이
갑곶 위에 서 있으니
결연한 의지와 함께
그리고 한 점 후회도 없이
나 기꺼이
내 차례를 기다리리라.

### 데인인의 사적
삭소 그라마티쿠스가 13세기 초에 쓴 《데인인의 사적》에서 발드르가 죽는 부분에서, 죽어가는 발드르가 꿈결에 프로세르피나(로마의 페르세포네)의 방문을 받게 된다.

그날 밤 죽음의 여신이 그에게 나타나 그의 옆에 섰다. 그리고 그녀의 품 속에 그를 끌어들일 때까지 3일이 남았노라 선언했다. 쓸데없는 계시는 아니었다. 3일만 지나면 이 극심한 고통이 끝이 날 것이라는 소리였으니까.

학자들은 삭소가 프로세르피나를 노르드의 헬과 동일시하여 사용한 것이라고 생각하고 있다.

## 유물
게르만 민족의 대이동 당시의 브락테아테(게르만의 메달, 금화 따위)에 새겨진 그림들 중 헬로 추측되는 것이 다수 있다. 브락테아테 IK 14 와 IK 124에 보면 말을 탄 기수 하나가 내리막길을 달려가고 있고 그 내리막 끝에는 홀 또는 지팡이를 들고 있는 여성이 있다. 내리막길은 기수가 지금 망자의 땅으로 가고 있음을 나타내며 여성이 홀을 들었음은 그 여성이 바로 그 땅의 지배자, 곧 헬이라는 것을 의미한다.
일부 B 클래스 브락테아테들에는 세 명의 신들이 새겨진 것이 있는데 이는 발드르의 죽음을 묘사한 것으로 해석된다. 이러한 브락테아테 중 가장 유명한 것은 파크세(Fakse) 브락테아테이다. 새겨진 신 셋 중 둘은 발드르와 오딘이고, 나머지 하나는 로키 또는 헬으로 추측된다. 만약 헬이라면, 헬은 발드르가 자신이 다스리는 망자의 땅으로 오게 되었음을, 즉 발드르의 죽음을 환영하고 있는 것이다.

## 신화 해석

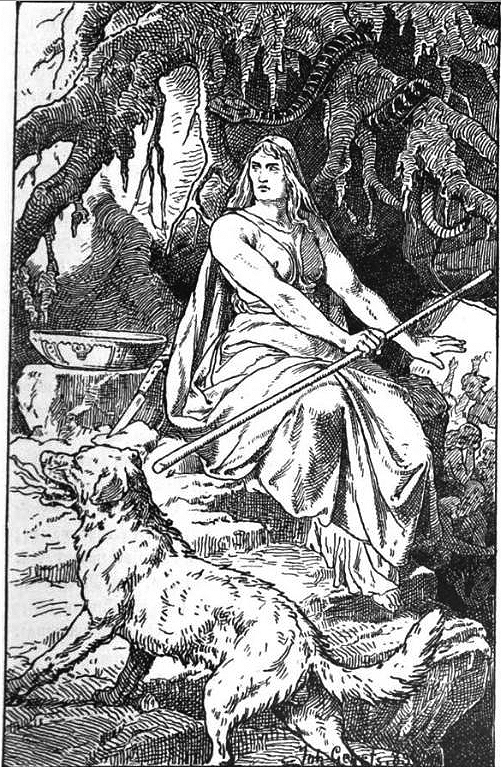
요하네스 게르츠의 1889년 그림. 앞쪽에는 가름이 보인다.

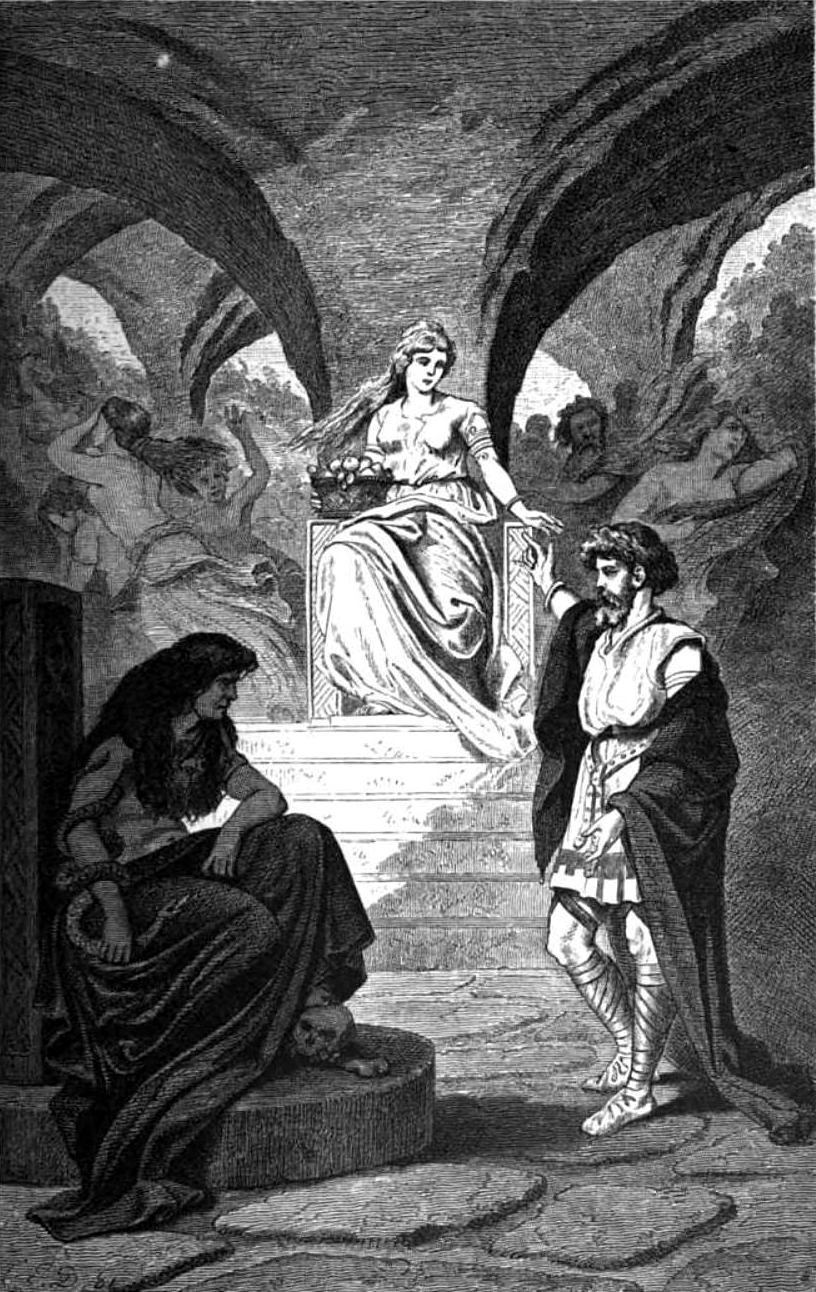
〈지하에서 이둔의 귀환을 열망하는 헤임달〉 카를 에밀 되플러의 1881년 그림.

### 세오 헬
11세기 필사본 두 점에 보존되어 있는 《고대 영어 니고데모 복음》에 보면 "세오 헬(Seo hell)이라는 존재가 나온다. 세오 헬은 사탄과 말다툼을 하면서 사탄에게 자기 거처에서 꺼지라(고대 영어: ut of mynre onwununge)고 한다. 마이클 벨은 《니고데모 복음》의 세오 헬에 관하여, “극적인 훌륭한 장면과 생생한 인물묘사는 그 성별이 여성이라는 것이 단순한 문법적인 것이 아니며, 다른 문화의 지하세계 여신들은 말할 것도 없고, 고대 노르드의 지하여신 헬 및 독일 민담의 프라우 홀레와의 비교를 시사케 한다”고 말했다. 그러면서도 “헬이 중성적으로 체현(고대 노르드어: þat helviti)되던 노르드의 니고데모가 앵글로색슨으로 번역되다는 점이 이 여성성이 단순한 문법적 요소인 것일 가능성을 강화할 수 있다”는 점도 인정하였다.

### 바돌로매의 사가
기독교 성인 바르톨로메오의 삶을 다룬 13세기의 노르드어 사가 《바돌로매 사가》(Bartholomeus saga postola)에 “헬 여왕”이 언급된다. 이 이야기에서 악마가 이교도의 우상 속에 깃들어 숨어 있다가 바르톨로메오의 신통력에 의해 모습을 드러내고 참회하게 된다. 악마는 예수를 일컬어 “우리 여왕 헬에게 싸움을 건(고대 노르드어: heriaði a Hel drottning vara)” 자라고 한다. 그 외에 “헬 여왕”이 다시 언급되는 부분은 없다.
마이클 벨은 이 헬 여왕에 관한 언급이 언뜻 보기엔 〈귈피의 속임수〉 제34장에서 묘사되는 노르드 지하세계의 여신을 떠오르게 하지만, 《니고데모》에서 헬은 그저 약간의 그림자를 드리울 뿐이고, 《바돌로매》에서 나오는 헬은 기독교의 지하세계의 존재임이 분명하다고 풀이한다. 즉 이 부분은 말 그대로 기독교의 "지옥 여왕"이지 노르드 이교의 “헬 여왕”이 아님이 분명하다는 것이다.

### 기원과 발달
야코프 그림은(그는 헬을 게르만조어 추측형태인 "할랴[Halja]"라고 부른다) 헬이 본질적으로 “탐욕스럽고 아물지 않게 하는 여성 신격의 이미지”이며 “우리가 보다 고대로 거슬러올라갈수록, 할랴의 지옥스러운(hellish) 성격은 점차 줄어들고 신적인 성격은 점차 늘어날 것이다. 이 길을 거슬러 우리는 헬이 특히 연관성을 가진 대상이 인도의 브하바니라는 강한 확증을 갖게 된다. 브하바니는 네르투스 및 홀다와 마찬가지로 여행과 목욕을 하며, 칼리 또는 마하칼리라고도 하니 곧 위대한 검은 여신이라는 뜻이다. 지하세계에서 그녀는 앉아서 영혼을 심판할 것으로 생각된다. 이 심판이 이루어지는 공관은 유사한 이름을 가지고 있으며 검은 색이다 [...] 이는 그녀와 할랴 사이에 극도의 유사성을 보여준다. 그리고 할랴는 우리의 비기독교 개념들 중 가장 오래되고 가장 널리 퍼진 것이다”라고 했다.
그림은 덴마크 민담에서 “역병과 해충의 선도자”로서 시골 지역을 돌아다니는 다리 세 개 달린 말 헬헤스트가 본래 여신 헬의 말이었으며, 헬이 이 말에 타고 땅을 돌아다니며 “망자를 줍는 일을 했을 것”이라는 설을 제기했다. 또한 그림은 과거에는 헬에게 마차가 하나 있어서 그것을 타고 다녔을 것이라고도 했다. 그림은 헬을 “신의 아내나 딸이 아니지만 고위 신격들과 독립적인 관계를 유지하는” “반여신(half-goddess)”의 사례로 꼽았다. 그리고 그에 따르면 게르만 신화에서는 “반여신”들이 “반남신(half-gods)”보다 더 우월한 지위에 있었다.
힐다 엘리스 데이비드슨은 1948년에 보존된 문헌들에 나타나는 “여신으로서의” 헬이 의인화에 영역에 속한다고 말한다. 낱말 "헬(hel)"은 대개 “단순히 죽음 또는 무덤을 의미하기 위해 사용되”고, 보통 영어의 death 와 동등한 용례로 나타난다. 데이비드슨은 이를 “시인들에 의한 의인화로 생각하는 것이 자연적으로 합당하다”고 말한다. 데이비드슨은 “이 의인화가 헬이라는 이름의 죽음의 여신에 대한 신앙에 기반한 것인지는 또 다른 문제이다”라고 설명한다. 그리고 그녀는 보존되어 있는 문헌들을 근거로 판단할 때, 그러한 기반관계가 있었다고 믿을 만한 증거는 없다고 생각한다. 그러면서도 데이비드슨은 노르드 신화의 문헌들에서 헬 이외에 “죽음의 세계와 밀접히 연관되고 또 죽은 전사를 환영하는 것으로 묘사되는” 초자연적 여성 존재들을 여럿 찾을 수 있으며, 〈귈피의 속임수〉에서 헬이 여신으로 묘사되는 것은 이 존재들에게 그 원인이 있을 것이라 진단한다.
보다 훗날(1998년), 데이비드슨은 〈귈피의 속임수〉 제33장에서 묘사되는 헬이 여신의 모습이라고 하기조차 어렵다고 말을 보충한다. 데이비드슨은 “이것은 헤르모드가 말타고 달려가 헬을 만나는 〈귈피의 속임수〉 제49장에 대한 인상이 아니다”라고 덧붙인다. 제49장의 헬은 지하세계의 지배자다운 권위를 가지고 이야기하며, 발드르의 아내 난나가 프리그와 풀라에게 선물을 보낸 것은 우호적인 왕국 대 왕국간의 선물 교환처럼 보인다. 데이비드슨은 스노리가 “처음에 죽음의 여신을 알레고리적 존재로 전환시키면서, ‘사악한 사람들이 가는’ 곳인 기독교의 헬(Hell)과 같은, 죽은 그림자들의 지하세계 헬(Hel)을 만들어냈다.”고 한다.

“다른 한편, 살육과 부패의 공포를 대변하는 죽음의 여신은 잘 알려진 존재가 다른 곳들에도 있다. 인도의 칼리가 훌륭한 예시이다. 스노리의 헬과 마찬가지로 칼리는 끔찍한 외모를 가지고 있다. 살색은 검거나 어둡고, 대개 벌거벗었으며, 머리통 또는 무기 또는 아이들의 시체 여러 개로 몸을 장식하고, 입술은 피로 번들거린다. 그녀는 전쟁터나 화장터에 출몰하며 시체 위에 쪼그려 앉는다. 이러한 모든 것에도 불구하고 그녀는 ‘그녀를 자신들의 어머니로 간주하는 셀 수 없는 숭배자들의 열렬한 기도의 대상’이 된다 [...].

데이비드슨은 또 더 나아가서 아일랜드의 여신 버이브(데이비드슨은 버이브의 묘사를 〈다 코카 여관의 파괴〉에서 인용했다. 여기서 버이브는 어스름한 망토를 두르고 큰 입을 가졌으며 어두운 피부색에 회색 머리카락을 어깨 위로 늘어뜨리고 있다. 또는 “여울가에 앉아 죽을 운명인 왕의 전차를 씻는 붉은 존재”라고 한다) 및 모리안을 들고나와 헬과 비교한다. 데이비드슨은 이러한 예시들을 통하여 “우리는 죽음의 물리적 공포를 강조하는 죽음의 격렬한 파괴적 면을 얻을 수 있다. 고로 헬의 섬뜩한 외모를 전적으로 스노리의 문학적 창작이라고 간주할 수는 없을 것 같다”는 결론을 내린다.
존 린도우는 존재로서의 헬에 관해 상세한 풀이를 남겼다. 그는 스노리의 〈귈피의 속임수〉를 벗어나 그보다 더 오래된 스칼드 시 작품들에서 “사람들이 헬‘과(with)’ 있다고 하지 않고 헬‘에(in)’ 있다고 하는 것은 사람이 아닌 장소를 말하는 것이 틀림없다. 그리고 이것이 보다 오래된 개념이라고 간주할 수 있다”고 하였다. 명사 헬(Hel)은 처음에 단순히 ‘무덤’이라는 의미였다가, “나중에 의인화가 이루어지게 된 것이다.” 루돌프 지메크는 헬이라는 존재가 “아마 사후세계 헬이 매우 늦게 의인화된 것”이라는 설을 제기하면서, “여신 헬을 가리키는 최초의 케닝그가 발견되는 것은 10세기 말에서 11세기에 걸쳐서이다”라고 한다. 지메크는 〈귈피의 속임수〉에 나오는 헬의 거처에 대한 알레고리적 묘사가 “기독교적 전통에 기반한 것이 틀림없다”면서, “여기서 기독교 이전에 헬이라는 존재가 숭배되었다고 볼 수 있는 호의적 증거는 없다”고 진단한다. 그러나 지메크는 민족 대이동 시대의 B-브락테아테에 새겨진 세 인물 중 하나가 헬일 가능성도 열어두고 있다.

## 같이 보기
- 니플헬
- 헤임달의 주문가
- 소크
- 토르: 라그나로크

## 참고 자료
- Bell, Michael (1983). "Hel Our Queen: An Old Norse Analogue to an Old English Female Hell" as collected in The Harvard Theological Review, Vol. 76, No. 2 (April 1983), pages 263–268. Cambridge University Press.
- Bonnetain, Yvonne S. (2006). "Potentialities of Loki" in Old Norse Religion in Long Term Perspectives edited by A. Andren, pp. 326–330. Nordic Academic Press. ISBN 91-89116-81-X
- Byock, Jesse (Trans.) (2005). The Prose Edda. Penguin Classics. ISBN 0-14-044755-5
- Davidson, Hilda Ellis (commentary), Peter Fisher (Trans.) 1999. Saxo Grammaticus: The History of the Danes, Books I-IX: I. English Text; II. Commentary. D. S. Brewer. ISBN 0-85991-502-6
- Davidson, Hilda Ellis (2002 [1998]). Roles of the Northern Goddess[깨진 링크(과거 내용 찾기)]. Routledge. ISBN 0-415-13611-3
- Dronke, Ursula (1969). The Poetic Edda 1: Heroic poems. Clarendon Press
- Ellis, Hilda Roderick (1968). The Road to Hel: A Study of the Conception of the Dead in Old Norse Literature. Greenwood Press Publishers.
- Faulkes, Anthony (Trans.) (1995). Edda. Everyman. ISBN 0-460-87616-3
- Grimm, Jacob (James Steven Stallybrass Trans.) (1882). Teutonic Mythology: Translated from the Fourth Edition with Notes and Appendix Vol. I. London: George Bell and Sons.
- Grimm, Jacob (2004). Teutonic Mythology, vol. IV. Courier Dover Publications. ISBN 0-486-43546-6
- Hollander, Lee Milton. (Trans.) (2007). Heimskringla: History of the Kings of Norway. University of Texas Press ISBN 978-0-292-73061-8
- Kinsley, D. (1989). The Goddesses' Mirror: Visions of the Divine from East to West. State University of New York Press. ISBN 0-88706-835-9
- Larrington, Carolyne (Trans.) (1999). The Poetic Edda. Oxford World's Classics. ISBN 0-19-283946-2
- Orchard, Andy (1997). Dictionary of Norse Myth and Legend. Cassell. ISBN 0-304-34520-2
- Pesch, Alexandra. (2002). "Frauen und Brakteaten - eine Skizze" in Mythological Women', edited by Rudolf Simek and Wilhelm Heizmann, pp. 33–80. Verlag Fassbaender, Wien. ISBN 3-900538-73-5
- Scudder, Bernard (Trans.) (2001). "Egils saga" as collected in various (2001). The Sagas of Icelanders. Penguin Group. ISBN 978-0-141-00003-9
- Simek, Rudolf (2007) translated by Angela Hall. Dictionary of Northern Mythology. D.S. Brewer. ISBN 0-85991-513-1